# Callorhinchus capensis
Espèce
Statut de conservation UICN

 LC  : Préoccupation mineure
La masca du Cap (Callorhinchus capensis) est une espèce de poissons cartilagineux de la sous-classe des chimères.